# Mario Deiana
Mario Deiana (Ardauli, 2 dicembre 1945 – Milis, 22 ottobre 2017) è stato uno scrittore e regista italiano di commedie teatrali in lingua sarda (limba sarda de mesanìa).

## Biografia
Nativo di Ardauli e stabilitosi ad Abbasanta, come insegnante di scuola secondaria, ha partecipato a numerose rassegne di teatro sardo per le scuole, ottenendo diversi riconoscimenti.
Da studioso della lingua sarda ha sempre considerato la sua attività come strumento di valorizzazione e recupero dell'identità del popolo sardo.
Nel 1994 ha dato vita alla rassegna teatrale "Palcoscenico di Sardegna – L’isola va in scena", che porta in scena commedie originali interpretate dalle compagnie teatrali di tutta la regione.
Con le sue compagnie "Ammentos e bisos" e "Limba e ammentu" ha varcato spesso i confini della Sardegna per proporre le sue commedie presso i Circoli degli Emigrati sardi sia in Continente sia all'estero.

## Opere
- Astulas de machìne
- Est beru, no est faula
- Istorias de zente sena istoria
- Affrinzos e... broccas segadas - EDES (Edizione esaurita)[2]
- Limba e ammentu - PIM Editrice Mogoro